# Puig dels Corbs (Susqueda)
El Puig dels Corbs és una muntanya de 831 metres que es troba al municipi de Susqueda, a la comarca de la Selva.